# Caramelos surtidos
Caramelos surtidos es un libro que se terminó de imprimir en diciembre de 1984 en Buenos Aires (Argentina) por Ediciones Orión, con una selección de cuentos de distintos autores argentinos elegidos particularmente para niños de entre ocho y trece años (un cuento por autor). El título y un breve prólogo explican que los cuentos son similares a los caramelos: con distintos sabores, variados, ricos, etc. Está escrito y seleccionado con el objetivo de que los niños se interesen más en la literatura, pero aclarando en el mismo libro que no por eso los mayores no pueden leerlo.

## Autores
Los autores son:
- Juan Jacobo Bajarlía
- Poldy Bird
- Elsa Bornemann
- Aarón Cupit
- Marco Denevi
- Laura Devetach
- Beatriz Ferro
- Fernando Flores
- Sara Gallardo
- Neli Garrido de Rodríguez
- Marta Giménez Pastor
- Eduardo Gudiño Kieffer
- María Hortensia Lacau
- Silvina Ocampo
- María Elena Togno
- Álvaro Yunque